# أرنولد جونز
أرنولد جونز (بالإنجليزية: A. H. M. Jones)‏  (9 مارس 1904 - 9 أبريل 1970)، هو مؤرخ، وأستاذ جامعي، وباحث في تاريخ العصور الكلاسيكية بريطاني، كان عضوًا في الأكاديمية البريطانية.

## جوائز
حصل على جوائز منها:
- زمالة الأكاديمية البريطانية.

## وفاته
توفي في 9 أبريل 1970، عن عمر يناهز 66 عاماً، بسبب نوبة قلبية.